# كانون 6 دي
كانون 6 دي (بالإنجليزية: Canon EOS 6D)‏ هي كاميرا احترافية 20.2 ميجا بيكسل من إنتاج شركة كانون، وقد طرحت في السوق في سبتمبر 2012.

## مواصفات
تعتبر هذه الكاميرا من أخف وأرخص الكاميرات الرقمية والتي تعمل بحساس طار كامل DSLR حيث يبلغ وزن الكاميرا 690 غرام وتعتبر اخف من الكاميرا 5D Mark III بمقدار 20 بالمئة وبسعر وفرق سعر 1400 دولار عنها ومن أهم مواصفات الكاميرا ”Canon EOS 6D DSLR” انها تمتلك الآن تقنية اللاسلكي لنقل ومشاركة الصور عبر اللاسلكي واي فاي ويمكن ربط الكاميرا مع التطبيق المجاني لشركة كانون كل من نظامي android أو ios للتحكم بإعدادت الكاميرا أو تحديد اماكن الصور ومشاركتها عبر اللاسلكي الموجود في الكاميرا.
وتبلغ دقة الكاميرا 20.2 ميغا بيكسل مزود بحساس CMOS وتقنية معالجة الصور DIGIC 5+ لأخذ الصور بـ 4.5fps اطار في الثانية ودقة تصوير عالية الدقة HD للفيديو 1080p بواقع 30fps اطار في الثانية، وتبلغ حساسية الكاميرا ISO 100 حتى 102,400 وتمتلك الكاميرا 11 نقطة للتركيز الذاتي autofocus بالإضافة إلى حساسية EV -3 وذلك للتحسس عند التقاط الصور في أماكن قليلة الإضاءة.
تحمل الكاميرا شاشة بتقنية LCD تحتوي على 1.04 مليون نقطة في الجهة الخلفية كم يتواجد مأخذ لتوصيل مايكروفون ستريو stereo mic لالتقاط الصوت المرافق عند تصوير الفيديو بتقنية HD ويمكنكم تخزين الصور والفيديو على ذواكر تخزين بتقنية SDHC وSDXC عبر منفذ خاص للكرت SD، وكما ذكرنا مسبقاً سوف يبلغ سعر الكاميرا 2099 دولار أمريكي بدون اضافات أو عدسات وعند رغبتك في الحصول على ملحقات عدسة 24-105mm f/4L USM zoom سوف يصبح سعر الكاميرا 2899 دولار أمريكي.
- 20.2MP Full-Frame CMOS Sensor
- 3.0" Clear View High Resolution LCD
- DIGIC 5+ Image Processor
- Built-In Wi-Fi and GPS Connectivity
- Full HD 1080p with Manual Controls
- 11-Point AF with Center Cross-Type Point
- 63-Zone Dual Layer Metering Sensor
- Extended ISO Range of 50-102400
- Up to 4.5 Full Resolution FPS
- Built-In HDR and Multiple Exposure Modes

## معرض صور

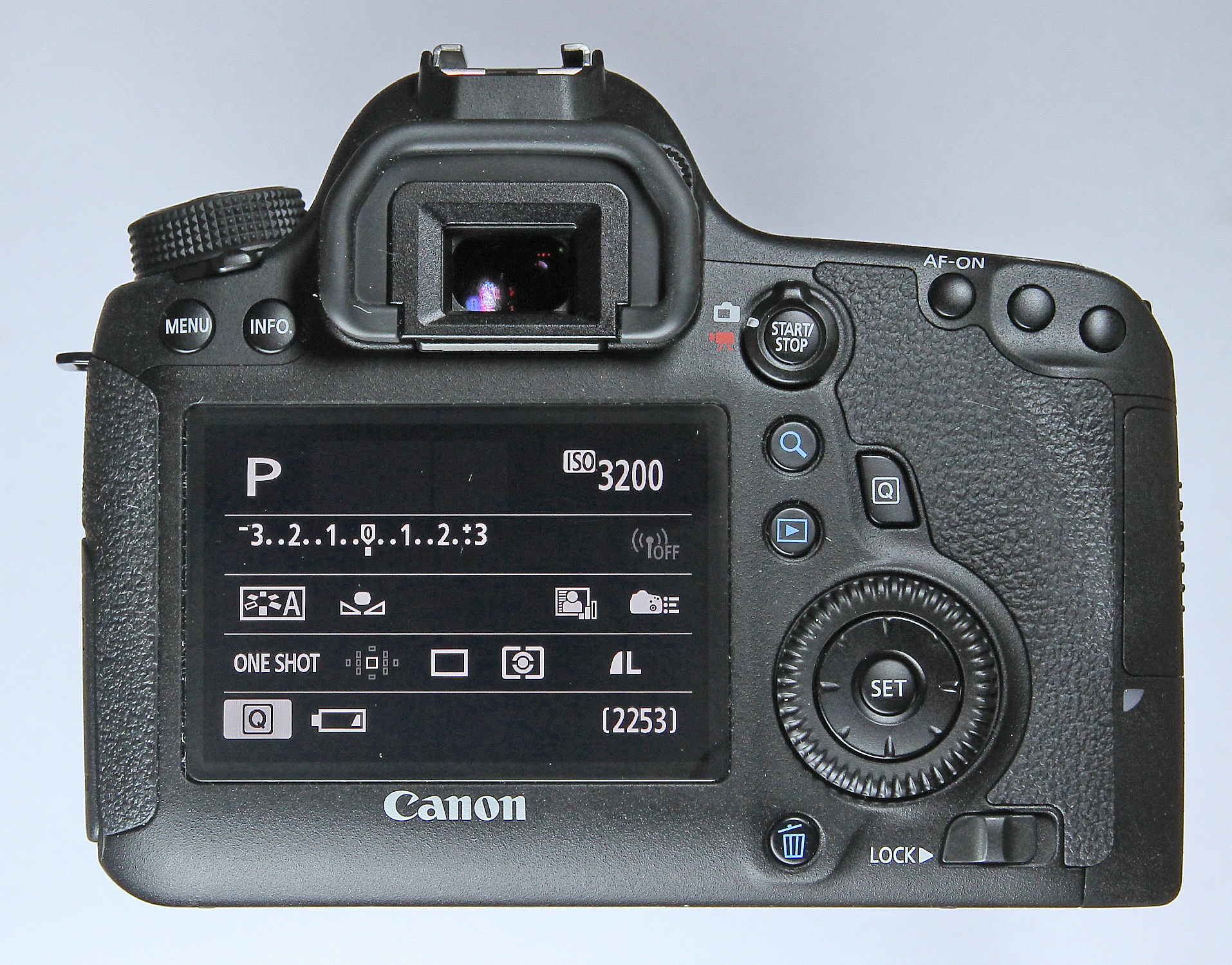
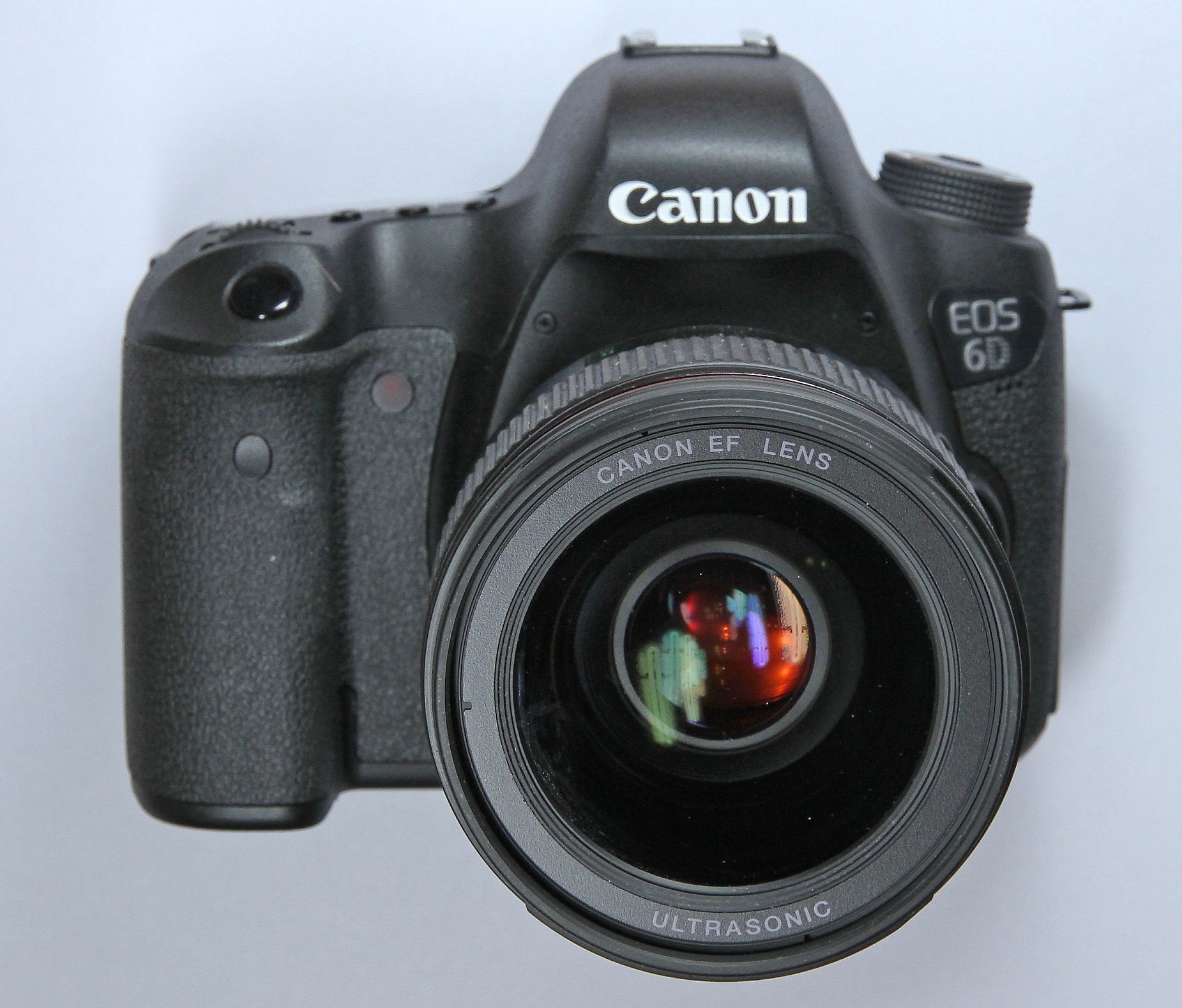
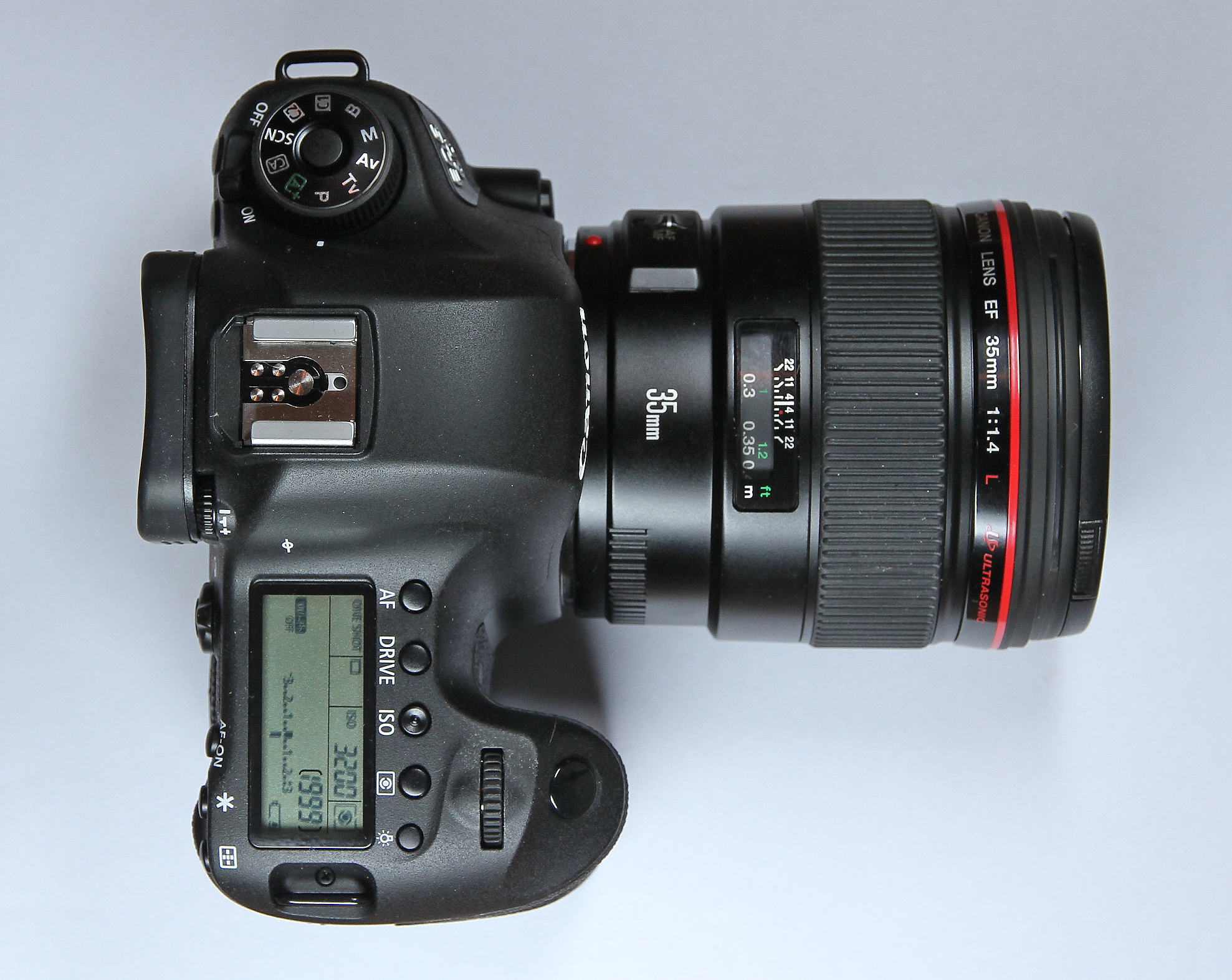